# Poltawskoje (Kaliningrad, Gurjewsk)
Poltawskoje (russisch Полтавское, deutsch Perkappen) ist ein Ort in der russischen Oblast Kaliningrad. Er gehört zur kommunalen Selbstverwaltungseinheit Stadtkreis Gurjewsk im Rajon Gurjewsk.

## Geographische Lage
Poltawskoje liegt nordöstlich von Gurjewsk (Neuhausen) und zwei Kilometer nordwestlich von Dobrino (Nautzken) an einer Stichstraße von der Regionalstraße 27A-024 (ex A190) in nördlicher Richtung. Bahnstation ist Dobrino an der Bahnstrecke Kaliningrad–Sowetsk (Königsberg–Tilsit).

## Geschichte
Das bis 1946 Perkappen genannte einstige Gutsdorf wurde 1874 in den neu errichteten Amtsbezirk Mettkeim (heute russisch: Nowgorodskoje) eingegliedert und gehörte bis 1945 zum Landkreis Labiau, 1939 bis 1945 im Regierungsbezirk Königsberg der preußischen Provinz Ostpreußen.
Im Jahre 1910 zählte der Gutsbezirk Perkappen 135 Einwohner.
Am 30. September 1928 verlor Perkappen seine Eigenständigkeit und wurde mit dem Nachbarort Wulfshöfen (russisch: Zwetkowo) nach Sellwethen (Jegorjewskoje) eingemeindet.
Aufgrund seiner Lage im nördlichen Ostpreußen kam Perkappen 1945 zur Sowjetunion. Im Jahr 1950 erhielt der Ort die russische Bezeichnung Poltawskoje und wurde gleichzeitig dem Dorfsowjet Dobrinski selski Sowet im Rajon Gurjewsk zugeordnet. Von 2008 bis 2013 gehörte Poltawskoje zur Landgemeinde Dobrinskoje selskoje posselenije und seither zum Stadtkreis Gurjewsk.

## Kirche
Die mehrheitlich evangelische Bevölkerung Perkappens war vor 1945 in das Kirchspiel Kaymen (1938–1946 Kaimen, heute russisch: Saretschje) eingepfarrt und gehörte zum Kirchenkreis Labiau in der Kirchenprovinz Ostpreußen der Kirche der Altpreußischen Union. heute liegt Poltawskoje im Einzugsbereich der in den 1990er Jahren neu entstandenen evangelisch-lutherischen Gemeinde in Marschalskoje (Gallgarben), einer Filialgemeinde der Auferstehungskirche in Kaliningrad (Königsberg) innerhalb der Propstei Kaliningrad der Evangelisch-lutherischen Kirche Europäisches Russland (ELKER).